# Rytidosperma geniculatum
Rytidosperma geniculatum là một loài thực vật có hoa trong họ Hòa thảo. Loài này được (J.M.Black) Connor & Edgar miêu tả khoa học đầu tiên năm 1979.